# Сентервил (Јута)
Сентервил (енгл. Centerville) град је у америчкој савезној држави Јута.

## Демографија
По попису из 2010. године број становника је 15.335, што је 750 (5,1%) становника више него 2000. године.
| Група             | 2000.          | 2010.          |
| Белци             | 13.988 (95,9%) | 14.244 (92,9%) |
| Афроамериканци    | 33 (0,2%)      | 59 (0,4%)      |
| Азијати           | 109 (0,7%)     | 182 (1,2%)     |
| Хиспаноамериканци | 285 (2,0%)     | 573 (3,7%)     |
| Укупно            | 14.585         | 15.335         |